# Bahnhof Eigergletscher

Der Bahnhof Eigergletscher ist eine Station der Jungfraubahn in 2320 m ü. M. Höhe am Rand des Eigergletschers, der ihr den Namen gab. Dort befindet sich auch die Werkstätte der Bahn, in welcher die Unterhaltsarbeiten und Revisionen an den Fahrzeugen durchgeführt werden. Die Station Eigergletscher betreibt die höchstgelegene Betriebsküche aller Bahnen Europas. Die Station ist Teil der V-Bahn und dient als Bergstation für den Eiger-Express. 

## Geschichte

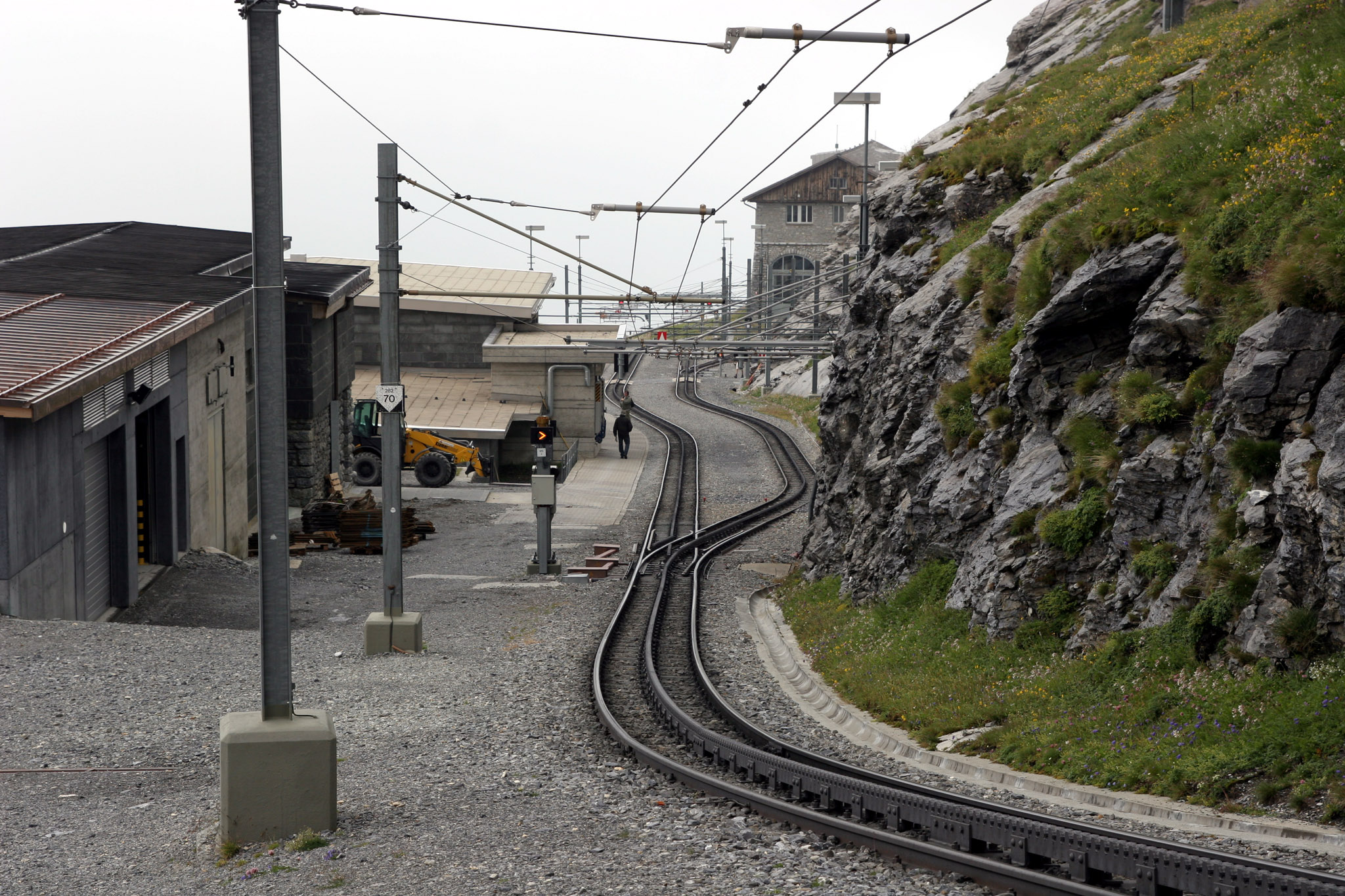
Die Station Eigergletscher (Blick talwärts, 2009)

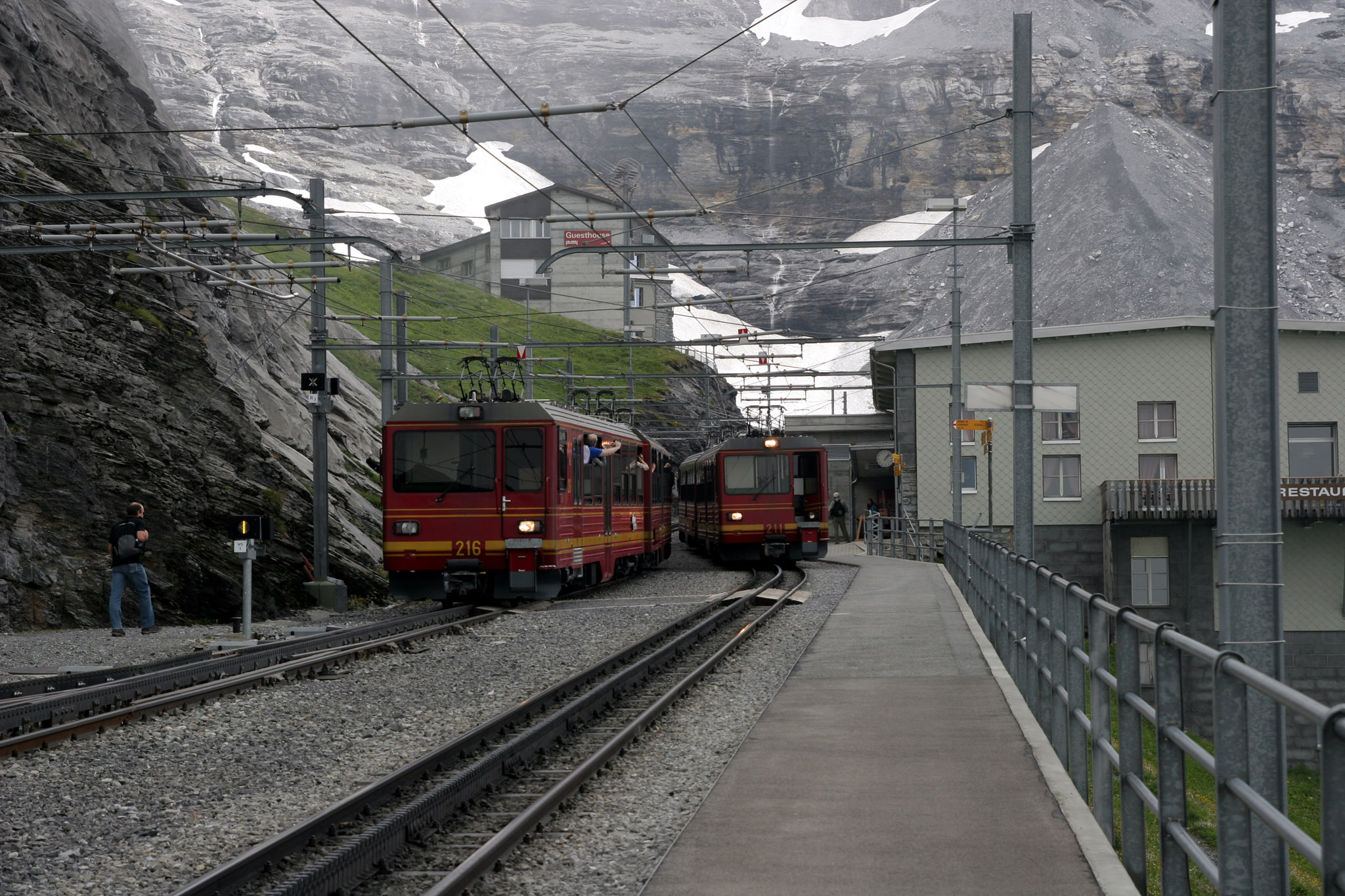
Die Station Eigergletscher (Blick bergwärts, 2009)

### Bau und erste Jahre
Die Station Eigergletscher wurde am 19. September 1898 durch Adolf Guyer-Zeller und mit einer Bergpredigt des Grindelwalder „Gletscherpfarrers“ Gottfried Strasser, vor 400 geladenen Gästen eingeweiht. Während der 16-jährigen Bauzeit der Jungfraubahn war die Station das Zentrum des Bauprojektes. Unmittelbar oberhalb der Station beginnt der 7,2 km lange Grosse Tunnel zum Jungfraujoch. Bis zu 200 Arbeiter – davon rund 160 Italiener – waren während der Bauzeit an der Station untergebracht. Im Sommer erfolgte die Versorgung über die wenige Jahre zuvor fertiggestellte Wengernalpbahn, die zur Kleinen Scheidegg, der ersten Station der Jungfraubahn, führt. Im Winter waren die Bauarbeiter dagegen von der Aussenwelt abgeschnitten und auf sich gestellt. Mit der Inbetriebnahme der Strecke Kleine Scheidegg – Jungfraujoch am 1. August 1912 wurden die Bauarbeiten beendet und die Station verlor ihren dörflichen Charakter. Von den Arbeiterbaracken sind heute nur noch die Grundmauern zu erkennen. Für die 2 km lange Strecke von der Kleinen Scheidegg zur Station Eigergletscher benötigt die Jungfraubahn 7 Minuten.

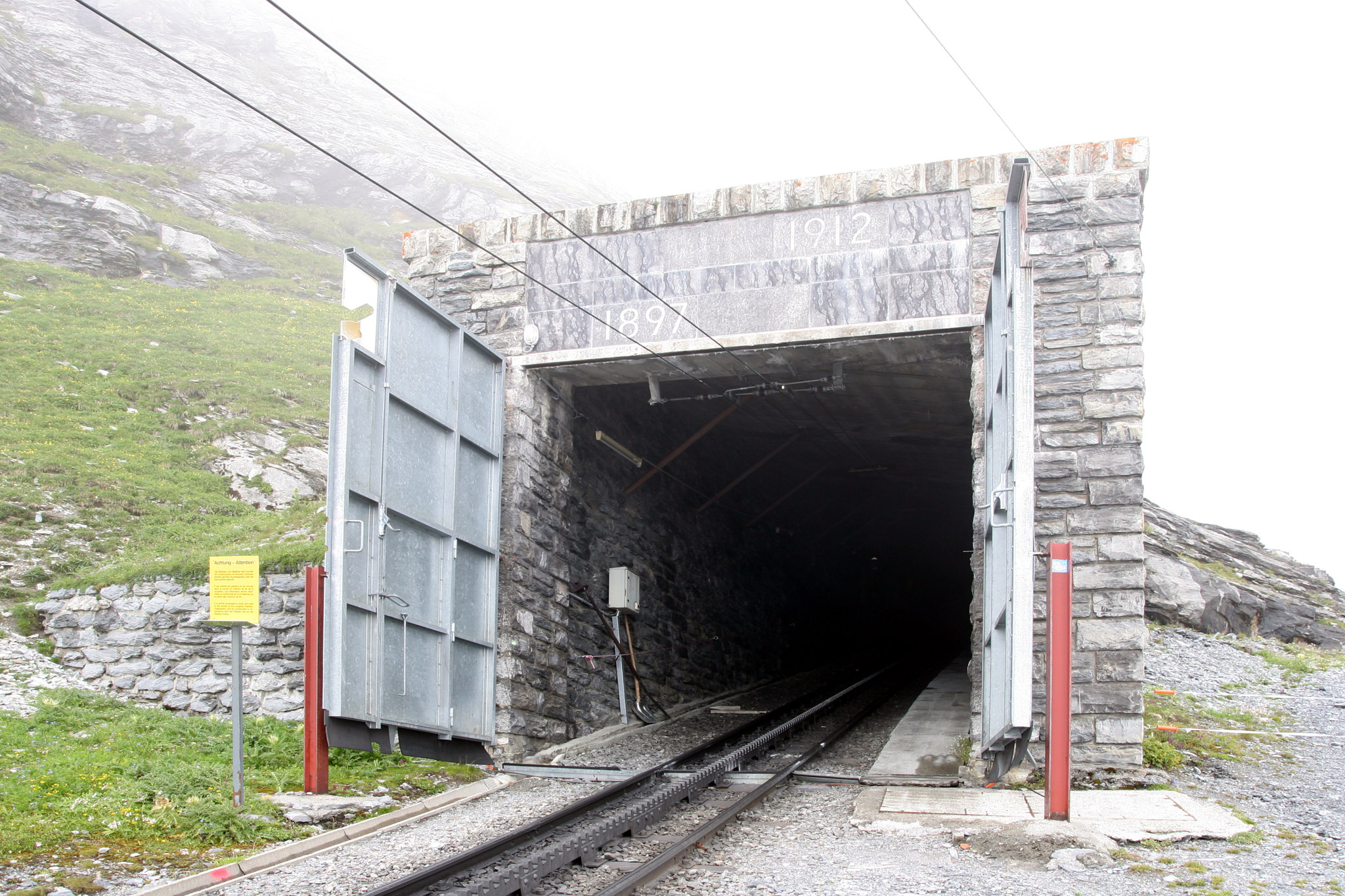
Die Einfahrt zum Grossen Tunnel, oberhalb der Station
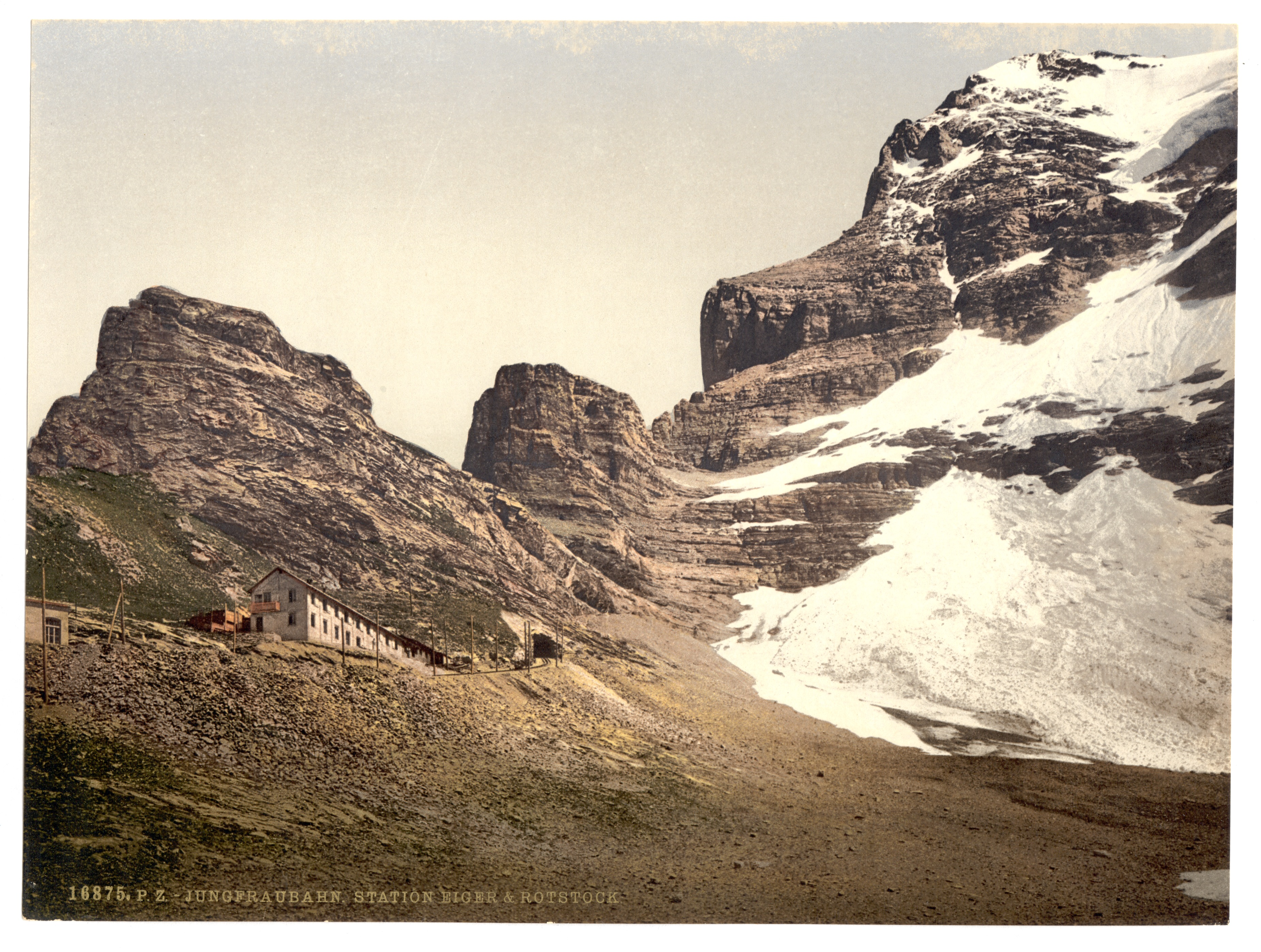
Die Station Eigergletscher (zwischen 1890 und 1900)
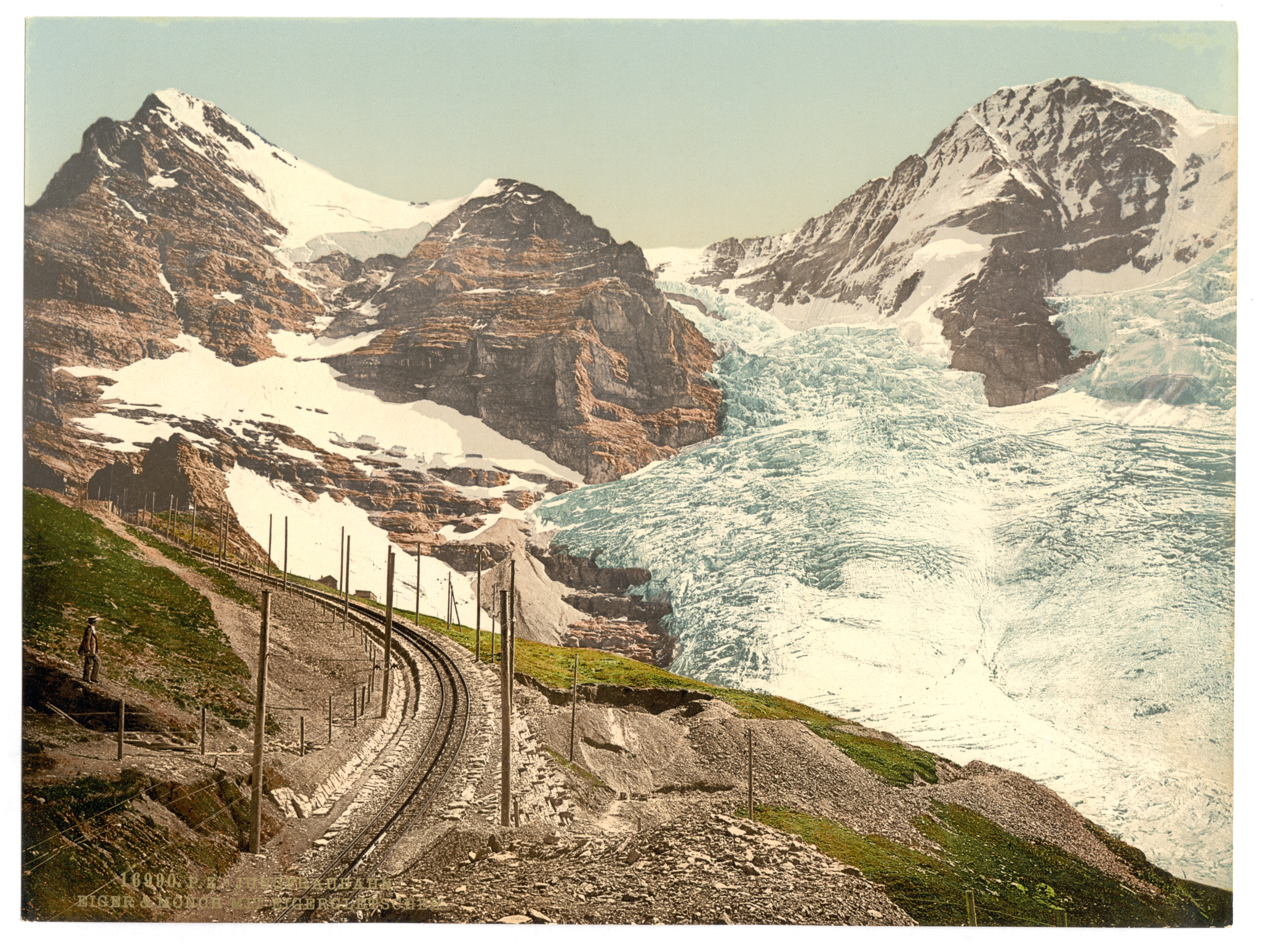
Der Eigergletscher (zwischen 1890 und 1900)
Die Station Eigergletscher mit Rowazug (1909)

### Zuchtanstalt für Grönlandhunde
An der Station Eigergletscher befand sich seit 1912 eine von der Jungfraubahn AG betriebene Zuchtanstalt für Grönlandhunde. In den 2500 m² grossen Gehegen waren etwa 25 Hunde, die von drei Mitarbeitern betreut wurden. Die Hunde wurden unter anderem für touristische Hundeschlittenfahrten ab dem Jungfraujoch eingesetzt. Aus wirtschaftlichen Überlegungen wurde Ende 2009 die Zuchtanstalt aufgelöst.

### V-Bahn

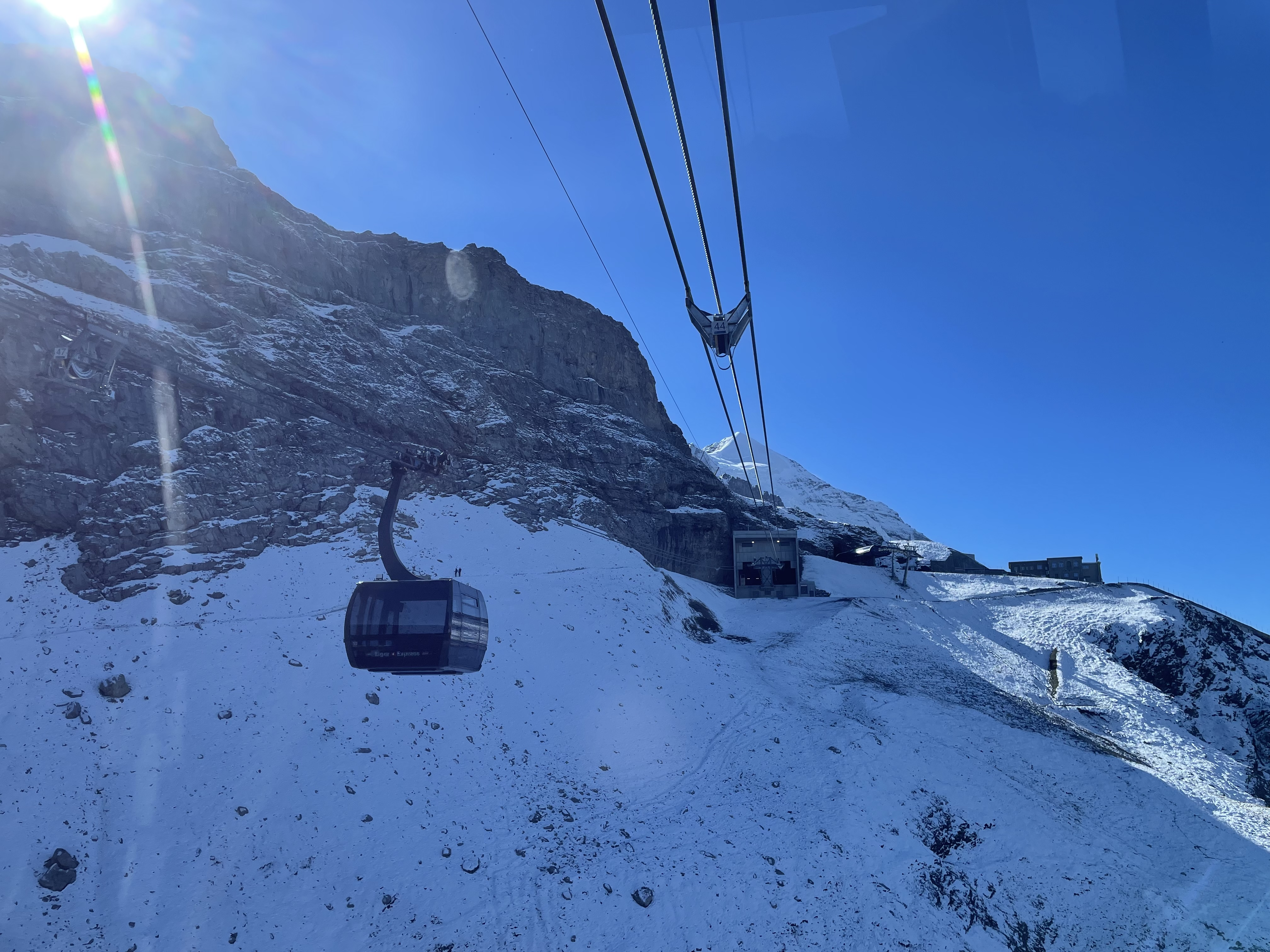
Eiger Express kurz vor der Station Eigergletscher

Von Sommer 2018 bis Winter 2020 wurde die Station Eigergletscher massiv ausgebaut. Als wichtiger Bestandteil des V-Bahn-Projektes dient die Station heute als Umsteigepunkt auf dem Weg zum Jungfraujoch. Damit hat die Station Kleine Scheidegg an Bedeutung verloren.

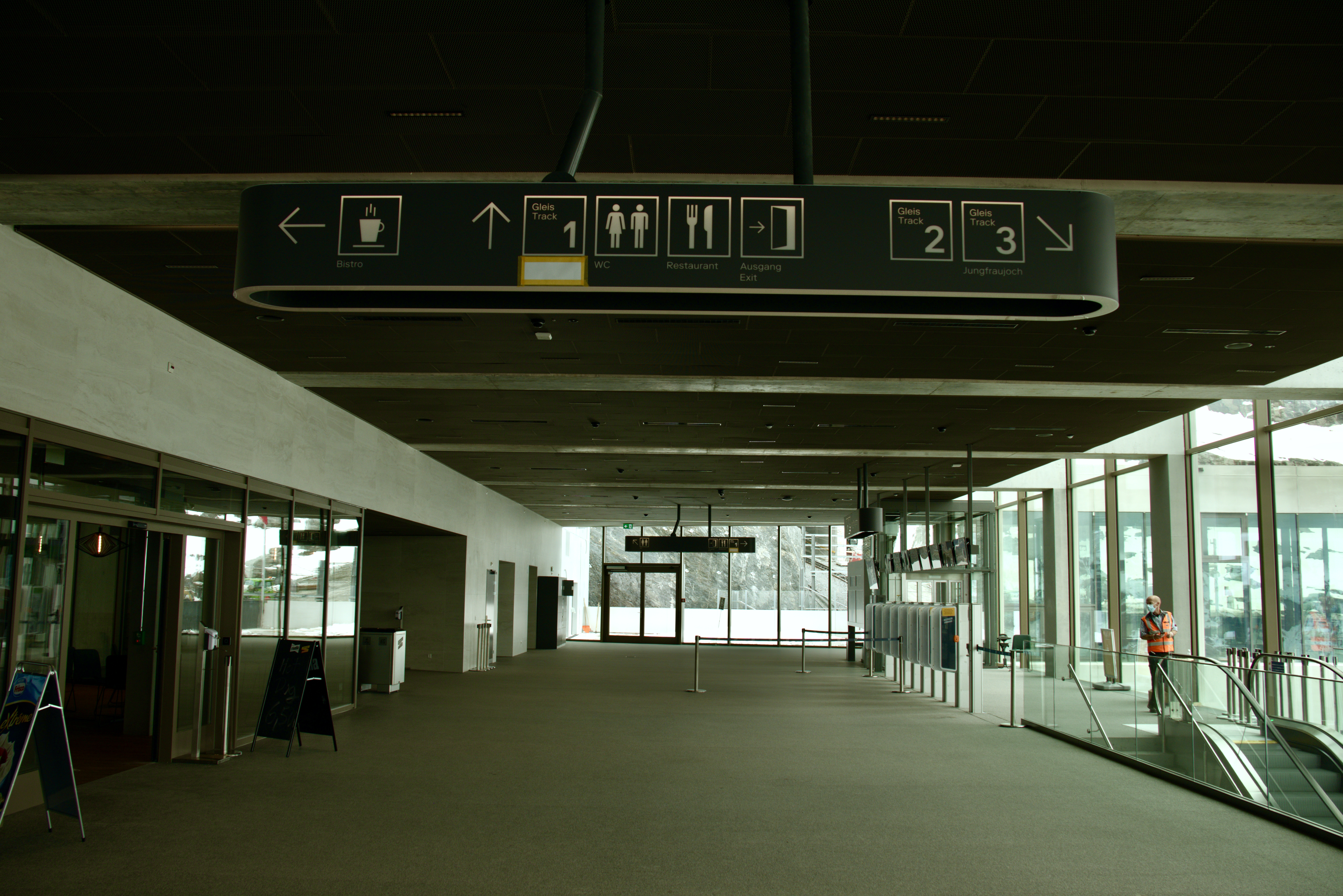
Passagierhalle der Station Eigergletscher
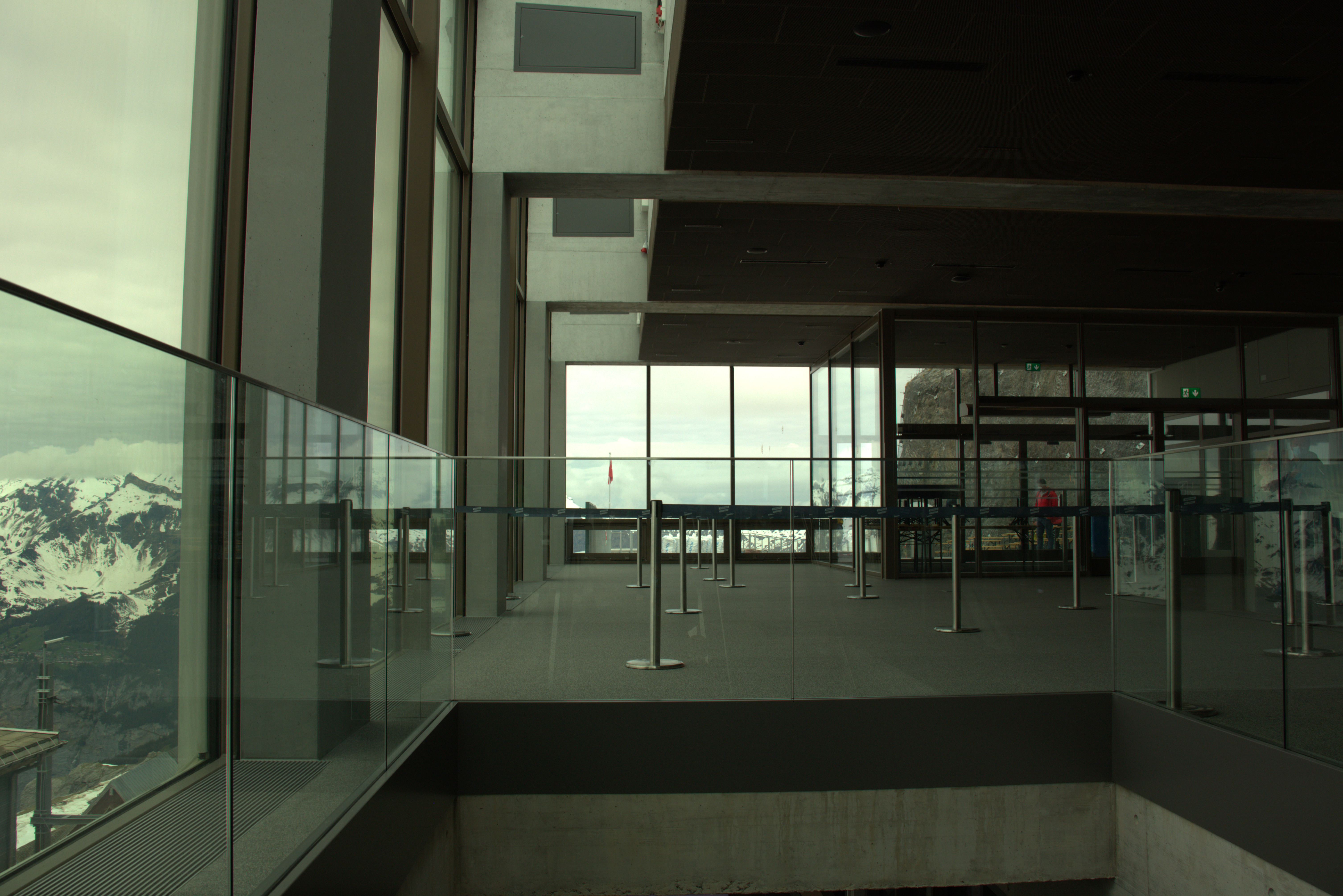
Passagierhalle der Station Eigergletscher
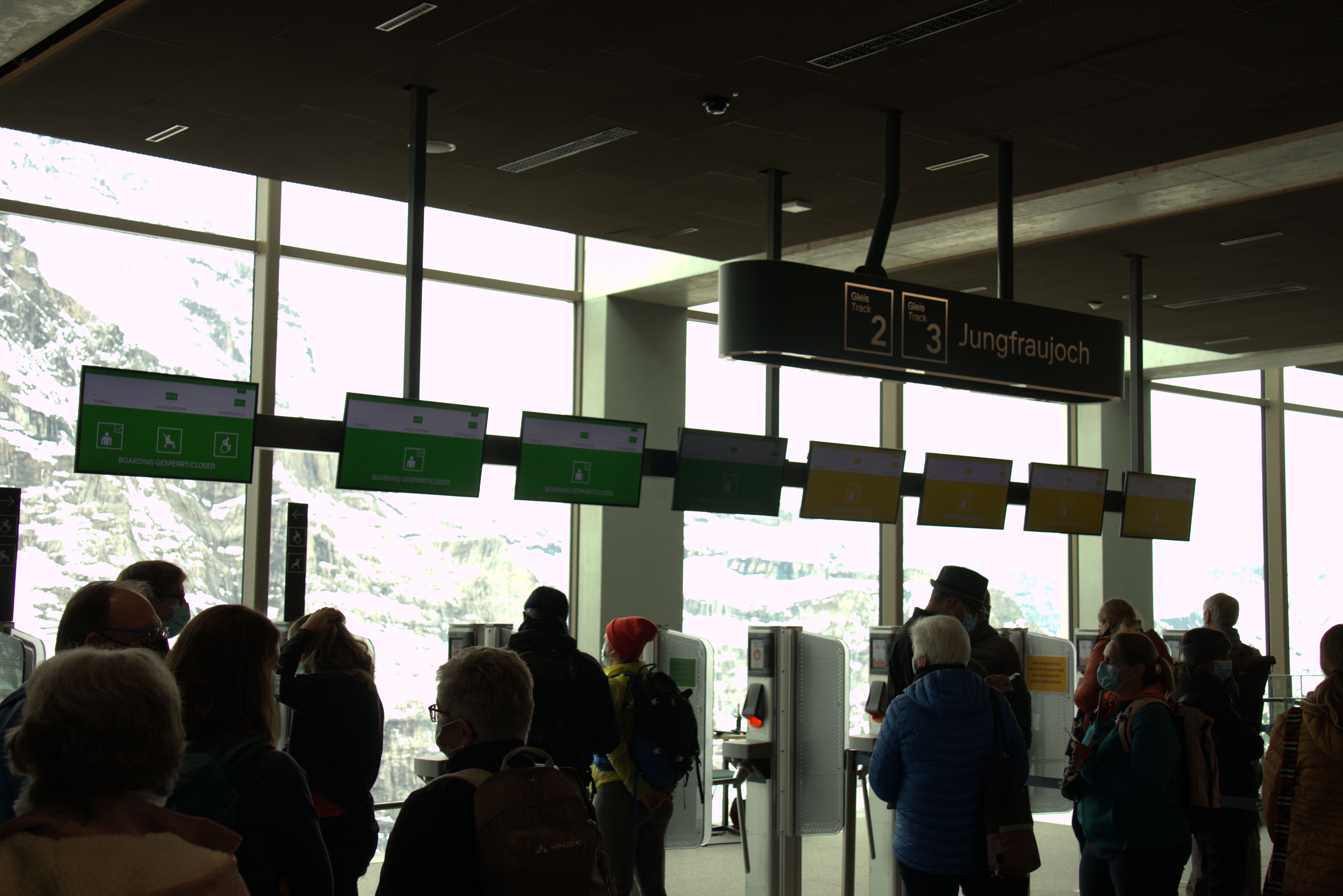
Boardingbereich für die Jungfraubahn
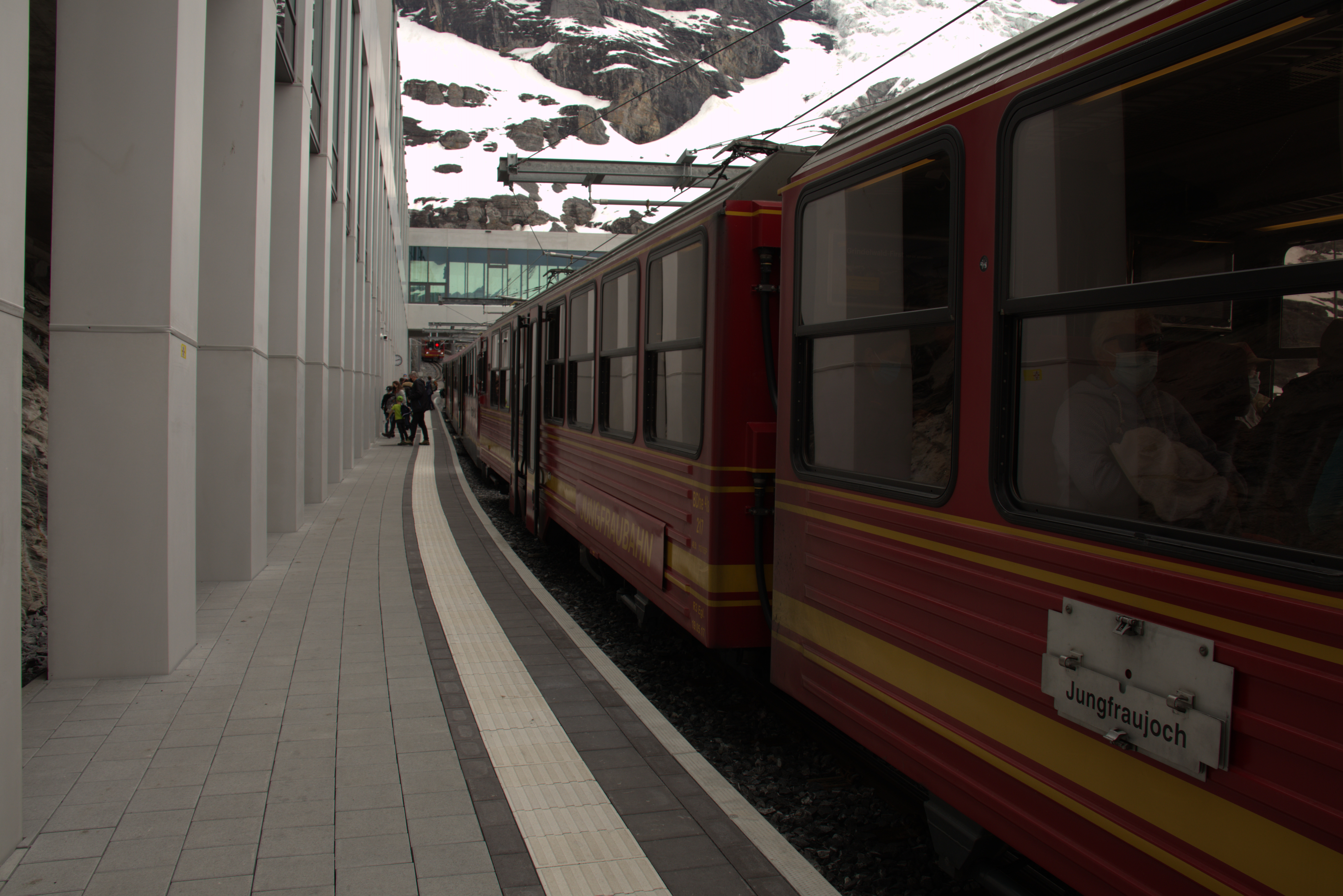
Jungfraubahn für die Reise zum Jungfraujoch